# Psychologie du cheval
Psychologie du cheval est un essai écrit par le chercheur français Maurice Hontang, qui porte sur la psychologie du cheval. Considérée comme un classique, cette œuvre publiée en 1954 est très régulièrement rééditée. 

## Contenu
Maurice Hontang est l'un des très rares chercheurs (ainsi que le principal chercheur) à s'être intéressé à l'étude de la psychologie du cheval, en la mettant en lien avec l'observation de cet animal au travail. 
Dans son œuvre, d'après Homéric, il décrit le « langage du cheval » comme étant strictement émotionnel, donc spontané. Il insiste notamment sur l'importance de l'usage du son de la voix, plus efficace que l'usage du langage. Il insiste aussi sur l'importance de donner une caresse ou une récompense immédiate après un exercice réussi.
À son époque, l'intelligence du cheval reste une notion discutée, mais sa grande capacité de mémoire est consensuelle.

## Éditions et traductions
- Psychologie du cheval (1954)[7]. Cette première édition est parue chez Payot, dans sa collection « Bibliothèque scientifique »[8].

Ce livre a été réédité en 1978 et en 2003. Il a été traduit en portugais en 1988.

## Réception
Le Magazine littéraire décrit ce livre comme « un classique inégalé, d'une lecture très facile, nourri de la recommandation de Messire Antoine de Pluvinel à Louis XIII ».